# Santa Claus Conquers the Martians
Santa Claus conquers the Martians és una pel·lícula de ciència-ficció de 1964 dirigida per Nicholas Webster, amb John Call en el paper de Santa Claus. La pel·lícula està inclosa en la llista de les 100 pitjors pel·lícules segons els usuaris del web Internet Movie Database.

## Trama
Un reporter de la cadena de televisió KID-TV viatja al pol Nord per entrevistar Santa Claus en el seu taller, unes setmanes abans de Nadal. El programa no només és vist pels habitants de la Terra, sinó també per xiquets del planeta Mart. A Kimar, líder dels marcians, no li agrada que els seus fills Bomar i Girmar passen tant de temps veient televisió terrícola, per la qual cosa busca el consell del savi Chochem. L'ancià li explica que els infants de Mart no volen menjar ni dormir ja que durant generacions se'ls ha privat d'una infància normal, sent connectats a màquines d'aprenentatge des del moment en què naixen.
Chochem aconsella que els xiquets juguen i es divertisquen, per la qual cosa és necessari que hi haja un Santa Claus en Mart. Com que només hi ha un Santa Claus a la Terra, Kimar viatja a la Terra per tal de segrestar-lo.

## Recepció
Santa Claus conquers the Martians va obtenir una resposta negativa per part de la crítica cinematogràfica. La pel·lícula posseeix un 25% de comentaris positius en el lloc web Rotten Tomatoes, basat en un total de 16 crítiques. El 1984 va ser inclosa en el llibre The 50 Worst Films of All Time, de Harry Medved i Randy Dreyfuss. La pel·lícula està més en la "IMDb Bottom 100", una llista de les pitjors pel·lícules segons els vots dels usuaris d'Internet Movie Database.
En 1991, va ser utilitzada com a base per a un episodi del programa de televisió Mystery Science Theater 3000.
Tot i la baixa qualitat, el film és emès sovint en televisió i fins i tot a cinemes comercials dels Estats Units, ja que es troba en domini públic per no haver renovat els drets.

## Galeria
- La pel·lícula completa.